# 郁家大院
31°30′02″N 120°19′41″E / 31.50043°N 120.32817°E
郁家大院，位于中华人民共和国江苏省无锡市滨湖区华庄街道郁甲里，是无锡市文物保护单位。

## 特点
1928年开始建造，1936年落成，为四开间三进，起名“四维堂”。抗日战争期间，此地为当地太湖抗日游击队的据点，游击队司令顾复兴经常驻扎此地。2009年，第三次全国文物普查第二阶段野外文物普查工作中发现此遗址。2016年，无锡市人民政府公布其为无锡市文物保护单位。